# Christian Hecq
Pour les articles homonymes, voir Hecq.
Christian Hecq est un acteur et metteur en scène belge, né le 24 mai 1964 à Nivelles. Il est sociétaire de la Comédie-Française depuis 2013.

## Biographie
Fils d'une enseignante et d'un cardiologue, il grandit dans l'une des plus anciennes demeures de Nivelles, rue Saint-Gertrude, datant du XVIe siècle[réf. nécessaire].
Après des études secondaires au collège Saint Vincent de Soignies, il intègre l'INSAS de Bruxelles. Il fait ses débuts sur scène en 1989 en Belgique puis en France. Au début des années 2000, il s'installe à Paris. Il devient pensionnaire à la Comédie-Française le 1er septembre 2008, puis sociétaire le 1er janvier 2013.
Molière de la révélation théâtrale  en 2000 pour La main passe de Georges Feydeau mis en scène par Gildas Bourdet, il reçoit le Molière du comédien en 2011 pour son interprétation de Bouzin dans Un fil à la patte.
Avec sa compagne Valérie Lesort, il met en scène Vingt mille lieues sous les mers d'après Jules Verne à la Comédie-Française en 2016 et Le Domino noir d'Auber à l'Opéra-Comique en 2017.
En juin 2017, il intègre la nouvelle version du dictionnaire Larousse.

## Théâtre

### Comédien

#### Hors Comédie-Française
- 1987 : Les Acteurs de bonne foi de Marivaux, mise en scène Isabelle Pousseur, création Festival de Spa, Théâtre national de Belgique
- 1988 : César et Cléopâtre de George Bernard Shaw, mise en scène Bernard De Coster, Théâtre royal du Parc
- 1988 : Le Cirque de Claude Mauriac, mise en scène Alain Louafi, théâtre du Rideau (Bruxelles)
- 1988 : La Noce chez les petits bourgeois de Bertolt Brecht, mise en scène Michel Dezoteux, théâtre Varia
- 1989 : La Métamorphose de Franz Kafka, mise en scène Steven Berkoff, théâtre de Poche
- 1989 : La Mission de Heiner Muller, mise en scène Michel Dezoteux, théâtre Varia
- 1989 : Semblant, création du Théâtre B, mise en scène Bernard Yerlès, théâtre Varia
- 1991 : Le Songe d'une nuit d'été de William Shakespeare, mise en scène Michel Dezoteux, théâtre des Treize Vents puis Le Cargo
- 1991 : Ciment de Heiner Müller, mise en scène Michel Dezoteux, Festival d'Avignon
- 1993 : Domaine ventre de Serge Valletti, mise en scène Jacques Nichet, Théâtre national de la Colline puis théâtre des Treize Vents
- 1993 : La Leçon d'Eugène Ionesco, mise en scène Mihai Maniutiu, théâtre de l'Ancre (Charleroi)
- 1994 : L'Histoire qu'on ne connaîtra jamais d'Hélène Cixous, mise en scène Daniel Mesguich, théâtre de la Ville
- 1994 : Hombre de Virginie Jortay, mise en scène de l'auteur, théâtre de la Balsamine
- 1995 : Le père Noël est une ordure, mise en scène Michel de Warzée, théâtre Saint-Michel, Bruxelles
- 1998 : Yvonne, princesse de Bourgogne de Witold Gombrowicz, mise en scène Yves Beaunesne, Théâtre national de la Colline
- 2000 : La main passe de Georges Feydeau, mise en scène Gildas Bourdet, Théâtre national de Chaillot puis théâtre Comédia
- 2001 : Dom Juan de Molière, mise en scène Daniel Mesguich, théâtre de l'Athénée
- 2001 : Le Cercle de craie caucasien de Bertolt Brecht, mise en scène Benno Besson, Théâtre national de la Colline, théâtre Vidy-Lausanne, CADO
- 2002 : Le Cercle de craie caucasien de Bertolt Brecht, mise en scène Benno Besson, Théâtre national de Bretagne
- 2004 : Et Dieu dans tout ça ? de Charlie Degotte, mise en scène de l'auteur, tournée Belgique, théâtre de l'Ouest parisien
- 2004-2005 : Musée haut, musée bas de Jean-Michel Ribes, mise en scène de l'auteur, théâtre du Rond-Point puis Théâtre national de Nice
- 2006 : Le Boulevard du boulevard du boulevard de Daniel Mesguich, mise en scène de l'auteur, théâtre du Rond-Point
- 2007-2009 : Boliloc de Philippe Genty, mise en scène Philippe Genty et Mary Underwood, tournée
- 2014 : Lapin blanc, lapin rouge de Nassim Soleimanpour, théâtre Le Public (Bruxelles)
- 2020 : La Mouche de George Langelaan, mise en scène et adaptation Valérie Lesort et Christian Hecq, théâtre des Bouffes du Nord, théâtre des Célestins, La Criée, tournée
- 2024 : Les Sœurs Hilton, de Valérie Lesort, mise en scène Valérie Lesort et Christian Hecq, Théâtre des Célestins, Théâtre des Bouffes-du-Nord

#### Comédie-Française
Entré le 1er septembre 2008.
Nommé 525e sociétaire le 1er janvier 2013.
- 2009 : Quatre pièces de Georges Feydeau, mise en scène Gian Manuel Rau, théâtre du Vieux-Colombier
  - Amour et Piano
  - Un monsieur qui n'aime pas les monologues
  - Feu la mère de madame
- 2009 : Le Mariage de Figaro de Pierre-Augustin Caron de Beaumarchais, mise en scène Christophe Rauck
- 2009 : Les Joyeuses Commères de Windsor de William Shakespeare, mise en scène Andrés Lima
- 2010 : Mystère bouffe et fabulages de Dario Fo, mise en scène Muriel Mayette
- 2010 : Cyrano de Bergerac d'Edmond Rostand, mise en scène Denis Podalydès : Cuigy, Cadet, Précieux
- 2010 : Chansons des jours avec et chansons des jours sans, mise en scène Philippe Meyer, Studio-Théâtre
- 2010 : Un fil à la patte de Georges Feydeau, mise en scène Jérôme Deschamps, salle Richelieu : Bouzin
- 2011 : Les Joyeuses Commères de Windsor de William Shakespeare, mise en scène Andrés Lima, salle Richelieu
- 2011 : Le Jeu de l'amour et du hasard de Marivaux, mise en scène Galin Stoev, Centquatre
- 2011 : Un fil à la patte de Georges Feydeau, mise en scène Jérôme Deschamps, Salle Richelieu : Bouzin
- 2011-2012 : La Critique de l'École des femmes de Molière, mise en scène de Clément Hervieu-Léger, Studio-Théâtre : Lysidas
- 2012 : Amphitryon de Molière, mise en scène Jacques Vincey, Vieux-Colombier
- 2012-2014 : Un chapeau de paille d'Italie de Eugène Labiche, mise en scène Giorgio Barberio Corsetti, salle Richelieu : Nonancourt
- 2014 : Le Songe d'une nuit d'été de William Shakespeare, mise en scène Muriel Mayette, salle Richelieu
- 2014 : Lucrèce Borgia de Victor Hugo, mise en scène Denis Podalydès, salle Richelieu : Gubetta (en alternance avec Thierry Hancisse)
- 2015 : Les Rustres de Carlo Goldoni, mise en scène Jean-Louis Benoît, Vieux-Colombier
- 2015-2019 : Vingt mille lieues sous les mers de Jules Verne, mise en scène Christian Hecq et Valérie Lesort, Vieux-Colombier
- 2017 : L'Hôtel du libre échange de Georges Feydeau, mise en scène Isabelle Nanty, salle Richelieu : Monsieur Martin
- 2018 : Faust de Johann Wolfgang von Goethe, mise en scène Valentine Losseau et Raphaël Navarro, Vieux-Colombier : Méphistophélès
- 2018 : Les Ondes magnétiques de David Lescot, mise en scène de l'auteur, Vieux-Colombier : Boulack
- 2019-2020 : Le Malade imaginaire de Molière, d'après la mise en scène de Claude Stratz, tournée et théâtre Marigny
- 2021- 2022 : Le Bourgeois gentilhomme de Molière, mise en scène Christian Hecq et Valérie Lesort, Richelieu
- 2022 : Le Malade imaginaire de Molière, mise en scène Claude Stratz, Salle Richelieu
- 2023 : L'Opéra de quat'sous de Bertolt Brecht et Kurt Weill, mise en scène Thomas Ostermeier, Festival international d'art lyrique d'Aix-en-Provence puis Salle Richelieu
- 2024 : Le Mariage forcé de Molière, mise en scène Louis Arène, théâtre du Rond-Point (production Comédie-Française)

### Metteur en scène
- 2015-2019 : Vingt mille lieues sous les mers de Jules Verne, mise en scène Christian Hecq et Valérie Lesort, Vieux-Colombier[5]
- 2018 : Le Domino noir de Daniel-François-Esprit Auber, mise en scène Christian Hecq et Valérie Lesort, Opéra de Liège, l’Opéra-Comique[6]
- 2020 : La Mouche de George Langelaan, mise en scène et adaptation avec Valérie Lesort, Théâtre des Bouffes-du-Nord
- 2021 : Le Bourgeois gentilhomme de Molière, mise en scène avec Valérie Lesort, Richelieu[7]
- 2022 : Les Voyages de Gulliver de Jonathan Swift, librement adapté par Valérie Lesort, mise en scène Valérie Lesort et Christian Hecq, Théâtre de l'Athénée Louis-Jouvet, tournée
- 2022 : La petite boutique des horreurs, composée par Alan Menken et écrite par Howard Ashman, mise en scène avec Valérie Lesort, Opéra comique[8]
- 2024 : Les Sœurs Hilton, de Valérie Lesort, mise en scène Valérie Lesort et Christian Hecq, Théâtre des Célestins, Théâtre des Bouffes-du-Nord

## Filmographie

### Cinéma
- 1989 : Baptême de René Féret : le serveur
- 1996 : Le Huitième Jour de Jaco Van Dormael ː le gérant du magasin de chaussures
- 1999 : Le Créateur d'Albert Dupontel : un consommateur
- 2001 : Belphégor, le fantôme du Louvre de Jean-Paul Salomé : le médecin militaire
- 2004 : À ton image d'Aruna Villiers : Gaëtan
- 2004 : Demain on déménage de Chantal Akerman : M. Dietrich
- 2005 : Tout pour plaire de Cécile Telerman : le chauffeur de taxi
- 2006 : Cabaret Paradis de Shirley et Dino : Paco
- 2006 : Fauteuils d'orchestre de Danièle Thompson : Grégoire, le metteur en scène
- 2007 : Hellphone de James Huth : M. Fritz
- 2008 : Peur(s) du noir de Blutch, Charles Burns, Marie Caillou, Pierre di Sciullo et Richard McGuire : le docteur/le samouraï (voix)
- 2008 : Musée haut, musée bas de Jean-Michel Ribes : le gardien de musée Malraux
- 2008 : Cash d'Éric Besnard : Lardier
- 2011 : La Guerre des boutons de Yann Samuell : Zephirin
- 2012 : Du vent dans mes mollets de Carine Tardieu : le mari de Mme Danielle
- 2012 : Le Guetteur de Michele Placido : Gerfaut
- 2013 : Des gens qui s'embrassent de Danièle Thompson : Denis
- 2013 : 9 Mois ferme d'Albert Dupontel : le lieutenant Édouard
- 2014 : Les Trois Frères : Le Retour de Didier Bourdon et Bernard Campan : maître Vaselin
- 2014 : Les Vacances du petit Nicolas de Laurent Tirard : le colonel
- 2015 : Pourquoi j'ai pas mangé mon père de Jamel Debbouze : Siméon
- 2016 : Les Visiteurs : La Révolution de Jean-Marie Poiré : Jean-Paul Marat
- 2016 : Vendeur de Sylvain Desclous : Georges
- 2016 : Cézanne et moi de Danièle Thompson : le père Tanguy
- 2017 : Knock de Lorraine Lévy : le facteur
- 2022 : Le Tigre et le Président de Jean-Marc Peyrefitte : Alexandre Millerand
- 2023 : La Syndicaliste de Jean-Paul Salomé : Tirésias
- 2024 : Le Larbin de Alexandre Charlot et Franck Magnier : Beauvillain

### Télévision
- 1994 : Tempêtes de Gilles Béhat : Dubois
- 1997 : Le Pantalon d'Yves Boisset : un garde
- 1997 : Des gens si bien élevés de Alain Nahum : l'inspecteur
- 1998 : Tous les papas ne font pas pipi debout de Dominique Baron : Éric
- 1998 : Théo et Marie de Henri Helman : Mario
- 1998 : Il n'y a pas d'amour sans histoires de Jérôme Foulon : le prof de français
- 1998-2003 : Crimes en série de Patrick Dewolf, Pierre Ponse et Victor Mayence : Frankenstein (10 épisodes)
- 2000 : Léopold de Joël Séria
- 2002 : Les Fleurs de Maureen de Dominique Baron
- 2003 : Joséphine, ange gardien, épisode Le Compteur à zéro de Henri Helman : Kramer
- 2003 : Lagardère de Henri Helman : Peyrolles
- 2004 : Joe Pollox et les mauvais esprits de Jérôme Foulon : Marc
- 2006 : Jeanne Poisson, marquise de Pompadour de Robin Davis : Marville
- 2007 : Qui va à la chasse... d'Olivier Laubacher : Christian Cathelineau
- 2007 : Chez Maupassant : La Parure de Claude Chabrol : Maronsin
- 2010 : En chantier, monsieur Tanner de Stefan Liberski : Hareng
- 2010 : Un flic, épisode Calibre Caraïbes de Patrick Dewolf : Carmaux
- 2011 : En gardant les tournesols de Jean Rousselot
- 2012 : Passage du désir (épisode 1) de Jérôme Foulon : le commissaire Grousset
- 2013 : Meurtre en trois actes de Claude Mouriéras : l'inspecteur Domont
- 2013 : Passage du désir (épisode 2) de Jérôme Foulon : le commissaire Grousset
- 2013 : Tout est permis d'Émilie Deleuze : le lieutenant Bernard
- 2014 : Engrenages (saison 5) de Frédéric Jardin : le préfet
- 2019 : Engrenages (saison 7) de Frédéric Jardin : le préfet
- 2021 : Paris Police 1900 de Julien Despaux : Bertillon
- 2022 : Paris Police 1905 de Julien Despaux : Bertillon

### Doublage
- 2000 : O'Brother : Delmar O'Donnell (Tim Blake Nelson)
- 2013 : Inside Llewyn Davis : Mitch Gorfein (Ethan Phillips)
- 2014 : Les Boxtrolls : M. Poireau[9]

## Distinctions

### Décorations
- Chevalier de la Légion d'honneur en 2023[10].
- Chevalier de l'ordre des Arts et des Lettres en 2011[11]

### Récompenses
- Ève du Théâtre 1989 : Meilleur acteur belge
- Molières 2000 : Molière de la révélation théâtrale pour La main passe[12]
- Molières 2011 : Molière du comédien pour Un fil à la patte[13]
- Molières 2020 : 
  - Molière du comédien dans un spectacle de théâtre public pour La mouche[14]
  - Molière de la création visuelle
- Grand prix de la musique du syndicat de la critique 2020 pour Ercole amante[15]
- Molières 2022 : 
  - Molière du metteur en scène d'un spectacle de théâtre public  pour Le Voyage de Gulliver[16]
  - Molière de la création visuelle
- Molières 2023 : 
  - Molière du comédien dans un spectacle de théâtre public pour Le Bourgeois gentilhomme
  - Molière du metteur en scène d'un spectacle de théâtre public
  - Molière du théâtre public

### Nominations
- Molières 2000 :  Molière du comédien dans un second rôle pour La main passe
- Molières 2016 :
  - Molière du comédien dans un spectacle de théâtre public pour Vingt mille lieues sous les mers
  - Molière du metteur en scène d'un spectacle de théâtre public
- Molières 2020 : Molière du théâtre public pour La mouche
- Molières 2023 : Molière de la création visuelle et sonore pour Le Bourgeois gentilhomme
- Molières 2025 : Molière de la création visuelle et sonore pour Les Sœurs Hilton